# Gamaches-en-Vexin
Gamaches-en-Vexin é uma comuna francesa na região administrativa da Normandia, no departamento de Eure. Estende-se por uma área de 8,69 km². Em 2010 a comuna tinha 297 habitantes (densidade: 34,2 hab./km²).